# Isma'il Hedfi Madani
Isma'il Hedfi Madani (Tozeur, 28 maggio 1916 – Sfax, 11 maggio 1994) è stato un mistico tunisino, wali, polo signoriale e sceicco fondatore della confraternite islamiche Shadhiliyya- 'Alawiyya-Isma'iliyya.

## Biografia
Ismâ'îl al-Hadfi al-Madanî nasce in un'antica famiglia di origine arabo andalusa. Impara integralmente il Corano in adolescenza, verso i 18 anni, grazie all'aiuto di suo fratello Sidi Ahmad ben Othman el-Hadfi.
Nel 1937 si trasferisce a Tunisi dopo avere ottenuto il diploma superiore a Tozeur, per proseguire i suoi studi all'Università della Zaytūna. Ottiene nel 1941 l'attestato di “maturità e obbedienza” (al-tahsîl wa al-tatwî’) e nel 1945 il certificato generale (o mondiale) al-alamiyya in campo giudiziario che permette l'insegnamento nella grande moschea di Tunisi e nei suoi rami. Nel 1950 si trasferisce a insegnare negli istituti secondari di Kastilya e Tozeur, dove rimarrà sino al 1973, anno del suo pensionamento.
Muore il 10 maggio 1994 e viene seppellito il 12 maggio nella zawiya Ismâ'iliyya di Tozeur.

## Percorso spirituale

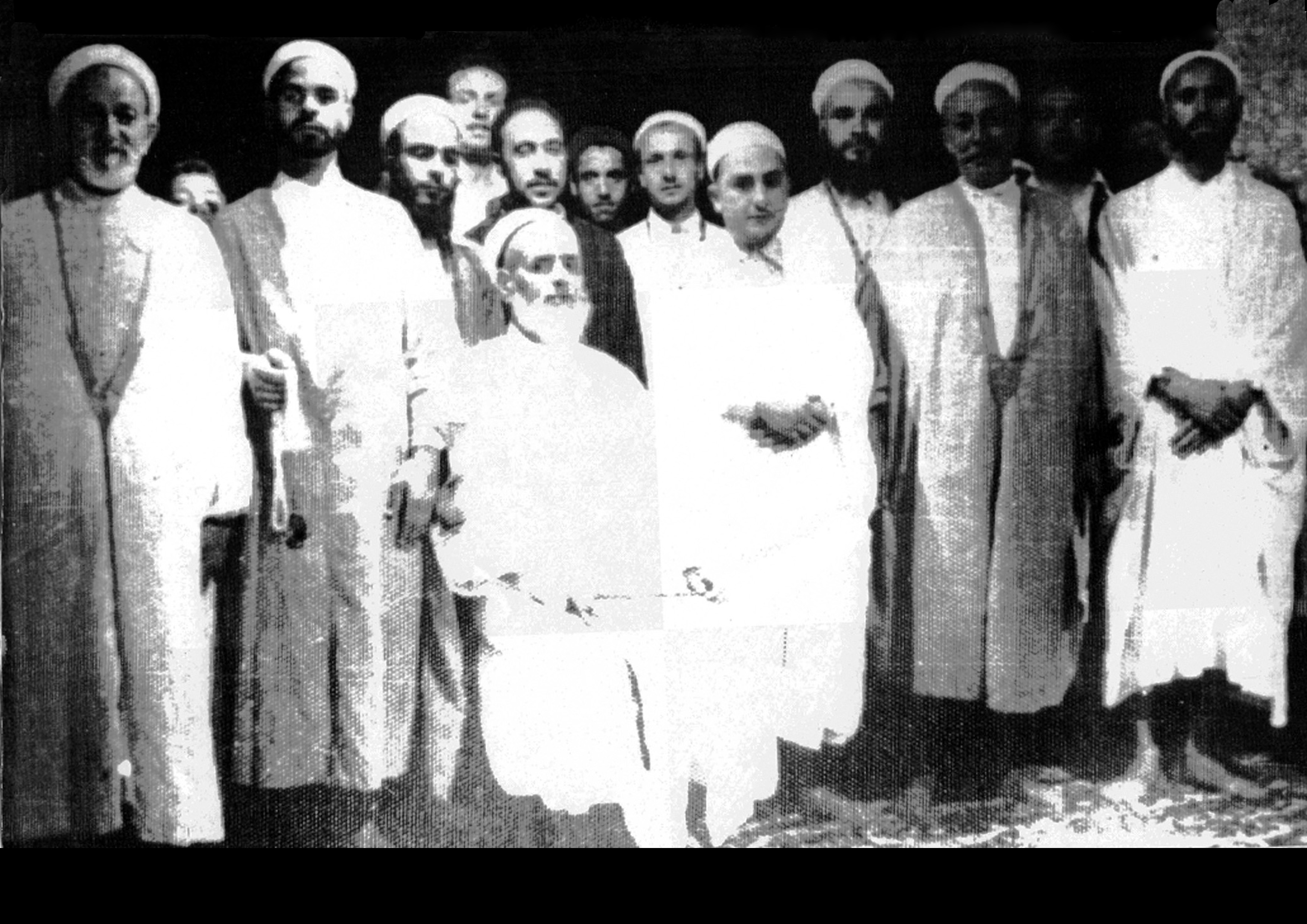
Lo sceicco Muḥammad al-Madanī circondato dai suoi faqīr, fra cui si riconosce un giovane Ismāʿīl Hedfi Madani

Sin dalla giovinezza Isma'il Hedfi Madani si distingue per le doti spirituali, tanto che ogni mujâdhîb (attratto) di Tozeur lo soprannomina al-khalīfa (successore).
Nel 1938 Isma'il Hedfi Madani presso la scuola di Tunisi, dove alloggia assiste a una veglia sufi (Hadhra) organizzata da alcuni studenti appartenenti alla tariqa Madaniyya, durante la quale viene recitata un'imâra, pratica durante la quale si invoca Allah (Dhikr) con una particolare nota di petto. Incuriosito dalla particolarità della pratica e dubitando della sua ortodossia, Isma'il Hedfi Madani ricerca fra gli ʿulamāʾ della moschea dell'Università Zaytūna qualcuno in grado di spiegargli il significato di quanto aveva assistito, sino a quando non incontra un notabile della tariqa che, senza che egli glielo avesse chiesto, prende a istruirlo sulla menzione del Nome di Petto. Questo incontro, secondo quanto Isma'il Hedfi Madani stesso riferì anni dopo, pianta in lui il seme del tawḥīd.
Poco tempo dopo avviene l'incontro fra Isma'il Hedfi Madani e lo sceicco Muhammad al-Madânî, in occasione di una visita di quest'ultimo a Tunisi. Isma'il Hedfi Madani riferisce che durante il loro primo incontro si sentì come uno studente delle elementari che apprende l'alfabeto che parla con una persona che si trova ad un livello ben più alto di istruzione esteriore e interiore e maturò in lui la convinzione che la Tariqa fosse qualcosa di immenso (azim).
Isma'il Hedfi Madani ricevette l'investitura per entrare nella tariqa Madaniyya dalle mani di Sîdî Ṣalāḥ al-Siyâḥ e diventa un vero discepolo (faqîr) dello sceicco al-Madânî.
Isma'il Hedfi Madani negli anni successivi diventa il "bastone" dello sceicco al-Madânî, accompagnandolo nei suoi viaggi compiuti per rammentare alla gente la Via di Allah.
Si racconta che una volta un visitatore di Shaykh al-Madânî richiese una duʿa proprio nel momento in cui Isma'il Hedfi Madani si trovava a passare lì vicino. Al-Madânî allora lo invitò a fare una preghiera di augurio per il visitatore. Isma'il Hedfi Madani pregò per lui: "Allahumma, recidi i suoi legami, svuota la sua casa e donagli la Tua pietà." per tre volte. Il visitatore si arrabbiò molto per queste parole, ma lo sceicco al-Madânî si mise a ridere e disse: "Che cos'hai? Ha pregato per te con una delle migliori invocazioni in cui c'è un gran bene, infatti ha chiesto per te che recida i tuoi legami con tutto quello che è malvagio, che ti svuoti il cuore da tutto quello che vi è di altro da Allâh, perché tu gioisca della luce dell'Islâm, della fede e della perfezione."
Lo sceicco al-Madânî autorizzò Isma'il Hedfi Madani a praticare il dhikr con tutti i Nomi Divini più belli (al-asmâʾ al-ḥusnâ) e a dare l'autorizzazione a farlo a chi avesse voluto dei suoi discepoli. Lo incaricò quindi sia verbalmente che con uno scritto di estendere la tarîqa e l'appello verso Allâh Altissimo. Egli però, a causa delle difficoltà a chiamare alla tariqa le genti di Tunisi, città di scienza e di dottori che non vedevano di buon occhio la diffusione del sufismo, non lavorò alla diffusione della tariqa se non dopo essere stato raggiunto dalla Presenza dell'Inviato di Allâh nel mondo dei sogni veridici (fi ‘âlam al-ahlâm) che gli ordinò di estendere la tarîqa e di chiamare le genti alla Via di Allâh e questo per tre volte consecutive.

Allora il numero dei suoi seguaci aumentò e ottenne discepoli anche all'estero: in Italia, Francia, Paesi Bassi e in molti paesi del mondo arabo.
Dopo il decesso dello sceicco al-Madânî nel 1959, Isma'il Hedfi Madani fu nominato suo successore e riconosciuto dalla maggior parte dei discepoli. Solo dopo tre anni, nel 1962, Isma'il Hedfi Madani assume la direzione della tariqa Madaniyya, dopo avere ricevuto le visioni dello sceicco al-Madânî, di Aḥmad al-ʿAlawī e del profeta Maometto.
Essendo stato professore di 'Ilm al-tawhîd, lo sceicco Isma'il Hedfi Madani riunisce in sé le caratteristiche proprie del maestro sufi e quelle di sapiente di legge islamica, una sorta di "ponte" fra la visione religiosa del mondo e quella propriamente iniziatica.

### I doni spirituali

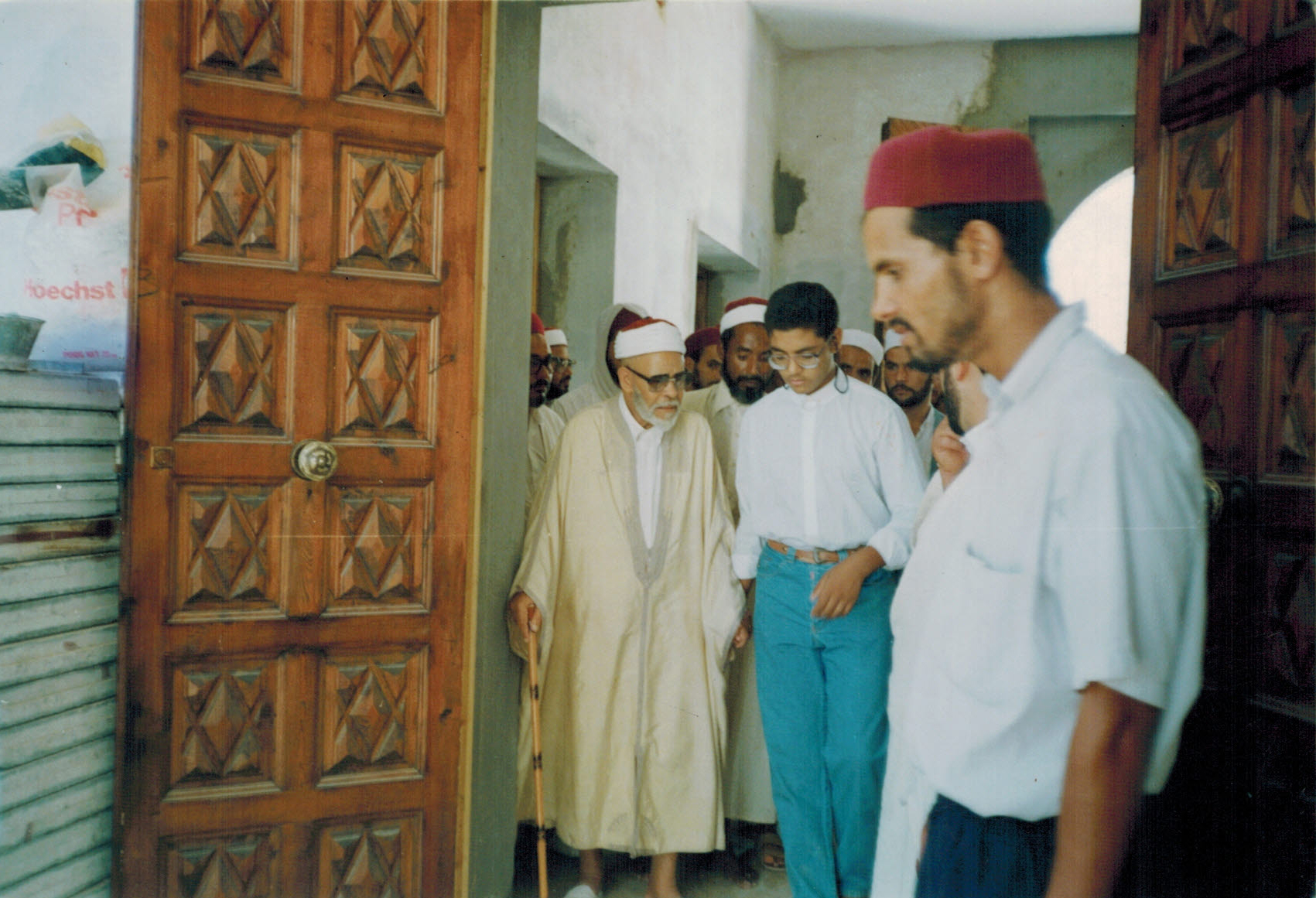
Lo sceicco Isma'il Hedfi Madani con il figlio, Sidi Muhammad Munawwar bin Isma‘il

Lo sceicco Isma'il Hedfi Madani ricevette da Allah innumerevoli doni spirituali, molti dei quali percepibili ai sensi. A titolo di esempio si ricorda come, durante il suo primo viaggio a Radif negli anni '60, gli abitanti soffrissero per la mancanza di acqua. Lo sceicco Isma'il Hedfi Madani arrivò alla sera, senza che una nuvola fosse presente in cielo, e disse "Tendiamo le mani per implorare che Allâh ci faccia giungere la pioggia affinché le semenze ed il bestiame ne traggano beneficio e che Allâh accetti la preghiera", quindi uscì per fare l'abluzione rituale e rientrò bagnato dalla pioggia che sarebbe durata per sette giorni.
Si tramanda anche il racconto di un discepolo il cui figlio si perse. Questi dunque cominciò a vagare nel deserto sino a che lo sceicco Isma'il apparve di fronte a lui chiedendogli "Cerchi tuo figlio?". Egli rispose "Sì!" al che Isma'il indicò un posto preciso dicendo "È lì". Il discepolo vide suo figlio, si voltò per ringraziare lo sceicco, ma non trovò più alcuna traccia di lui.
Molti visitatori affermano che, nonostante guasti alle loro vetture o motociclette, riuscivano comunque a raggiungere lo sceicco Isma'il Hedfi Madani. Sì racconta di un discepolo che percorse un lungo tratto di strada fra Tunisi e Tozeur portando un montone per la zawiya con il radiatore in fiamme, e di un altro che guidò da Tozeur a Gafsa accompagnando lo sceicco Isma'il alimentando un'auto a gasolio con benzina.
Una volta un ladro volle svaligiare la casa dello sceicco Isma'il ad Hamma, dopo essersi assicurato di persona che questi era in riunione coi confratelli in un'altra città. Quando penetrò in casa dello sceicco, vi trovò riunita la stessa assemblea che aveva visto nell'altro luogo, con i muridin che attorniavano lo sceicco. Tornò quindi nel luogo dell'assemblea, si sedette di fronte allo sceicco Isma'il e gli raccontò la sua storia. Prese quindi "il patto" dalle mani dello sceicco e da allora promise di seguire la via di Allah.